# Dubuque (Iowa)
Dubuque es una ciudad de los Estados Unidos de América, ubicada en el condado de Dubuque, en el estado de Iowa. Está localizada sobre la orilla derecha río Misisipí, en el punto donde se juntan Iowa, Wisconsin e Illinois. Algunas ciudades adyacentes son Asbury y Sageville, en Iowa, y East Dubuque en Illinois. East Dubuque y Dubuque están conectadas mediante un puente sobre el Misisipí.
Dubuque es llamada habitualmente The Key City. También es conocida como la Ciudad de cinco banderas por haber pertenecido su territorio a diferentes estados, representados por las banderas inglesa, española, francesa (primero la monárquica y luego la republicana) y, finalmente, la estadounidense.

## Geografía
Según la Oficina del Censo de los Estados Unidos, la localidad tiene un área total de 80,87 km², de los cuales 77,62 km² corresponden a tierra firme y el restante 3,25 km² a agua, que representa el 4,02% de la superficie total de la localidad.
Asentada en la zona minera tradicional de plomo y zinc del valle alto del Misisipí -por ello la galena es el mineral del estado en Wisconsin, o se llama así Galena (Illinois)- su subsuelo está recorrido por kilómetros de galerías de las antiguas explotaciones. Aunque están en desuso producen ocasionalmente hundimientos del suelo debido a los defectos o a la ausencia de rellenos.

## Administración
La ciudad de Dubuque (City of Dubuque) se gobierna mediante un sistema de city manager. Un gestor contratado por la ciudad (el city manager) gestiona los asuntos al tiempo que es controlado por el alcalde (mayor) y los siete miembros del concejo (Council). Estas siete personas se eligen por distritos unipersonales.
Dubuque es la capital del condado de Dubuque (Dubuque County), y está representada en el mismo por tres supervisores elegidos por periodos de cuatro años.

## Población
Según el censo de 2010, había 57.637 personas residiendo en la localidad. La densidad de población era de 712,71 hab./km². Había 25029 viviendas con una densidad media de 309,5 viviendas/km². El 91,73% de los habitantes eran blancos, el 3,99% afroamericanos, el 0,27% amerindios, el 1,14% asiáticos, el 0,46% isleños del Pacífico, el 0,64% de otras razas, y el 1,77% pertenecía a dos o más razas. El 2,4% de la población eran hispanos o latinos de cualquier raza.
Según el censo de 2000: Habitantes: 57.686, Varones: 27.325 (47,7%) Mujeres: 30.361 (52,6%). La media de los EE. UU. es de un 49,1% de varones. Media de edad: 36,9 años (la media de EE. UU. es 35,3 años). Población de menos de 5 años: 6,2% (la media de EE. UU. es 6,8%). Población de 65 años o mayor: 16,5% (la media de EE. UU. e 12,4%). De la población de 25 o más años, el 84,9% había acabado bachillerato (80,4% de media en EE. UU.), y el 23,3% tenía estudios superiores (24,4% de media en EE. UU.). El porcentaje de personas nacidas en el extranjero es de 2,5% cuando la media nacional es de 11,1%.

## Economía
Los sectores que emplean a una mayor proporción de la población activa son: educación sanidad y servicios sociales (24,0%), industrias manufactureras (17,9%) y comercio minorista (13,5%).
Dispone de un aeropuerto certificado para operar con aerolíneas regulares, Dubuque Regional, conectado con Chicago mediante varios vuelos cada día.

## Historia
Fundada por el comerciante de pieles francocanadiense Julien Dubuque (1762-1810). Julien Dubuque firmó con los fox y saç en 1788 un acuerdo por el que adquiría derechos mineros sobre el plomo. Era el primer blanco que se asentaba de forma permanente en lo que sería el estado de Iowa. En 1796 Dubuque obtuvo la confirmación de sus derechos por el gobernador español de Luisiana, y hasta su muerte operó las llamadas Mines of Spain (Minas de España). A su fallecimiento sus sucesores no fueron capaces de mantener buenas relaciones con los indígenas.
Los indios rechazaron posteriores concesiones hasta el Tratado de Black Hawk 1832. En 1853 el Tribunal Supremo deslegitimó las concesiones mineras españolas. Así se inició un periodo en el que los aserraderos y la minería fueron las mayores industrias de la región. También hubo una pequeña industria de fabricación de municiones de plomo, y otras empresas relacionadas con el plomo y el zinc. Con el desarrollo de la navegación fluvial y la llegada del ferrocarril se iniciaron en la ciudad nuevas actividades como el procesado de carne, la distribución de cereales y la fabricación de maquinaria.
En 1839 se fundó un centro de enseñanza superior católico (Loras), seguido de un segundo (Clarke) en 1843. En 1852 se fundó la German Theological School, que actualmente es la Universidad de Dubuque.
En 1893 se estableció la Arquidiócesis católica de Dubuque.
Las minas de plomo y zinc cerraron en 1912 por efecto del agua.